# 经济脱钩
经济脱钩（The Economic Decoupling），或称中美脱钩（英語：US-China decoupling），是指美利坚合众国减少和中华人民共和国的依存度，是2018年开始的中美贸易战中兴起的一个概念

。主张中美脱钩的美国人担忧对中国的依赖会为美国带来经济与国家安全上的威胁。

## 各领域

### 金融
BBC中文网2020年10月28日发表的对美国国际战略研究中心中国经济问题专家甘思德的采访中，甘思德认为2019冠状病毒病疫情爆发以来，中美两国的联系不如以往紧密，但金融方面却走得更近了，比如2020年在纽约证交所和纳斯达克上市的中国公司资本比起2019年翻了一倍。
香港《端传媒》2021年7月29日，发表黎班文章《北京对中国企业的重拳管制，距离中美金融脱钩更近了一步？》认为，中国市场对外资的吸引力在慢慢减少，外国投资者可能因为政治以及管制风险而放弃中国市场。而美国对中国的制裁名单越来越长，中美金融脱钩是一个正在发生的事实。